# SBTRKT

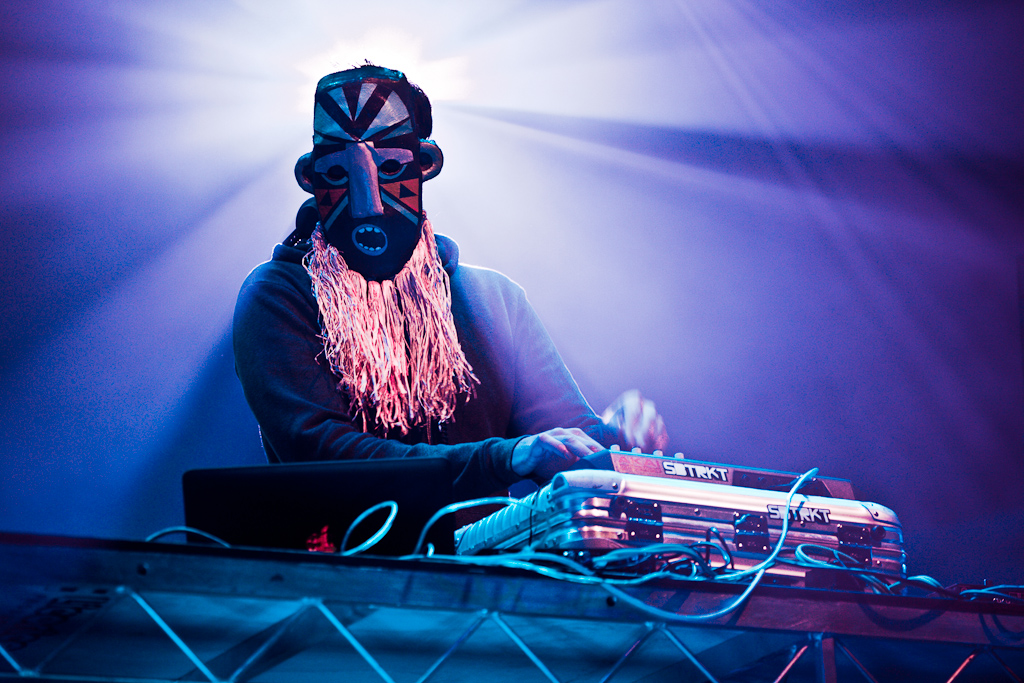
SBTRKT

SBTRKT is de artiestennaam van producer Aaron Jerome. Sinds 2010 werkt hij onder de naam SBTRKT. Dit wordt uitgesproken als "Subtrakt". Zijn muziekstijl wordt tot de stroming dubstep gerekend, maar heeft ook sterke invloeden uit de triphop. Jerome opereert zoveel mogelijk in de anonimiteit en over zijn privéleven is maar weinig bekend.

## Biografie
Aaron Jerome begon zijn loopbaan onder zijn eigen naam. Zijn eerste succesje werd de track Overeasy (2002), die door LTJ Bukem op een compilatie werd gezet. Vanaf 2004 verschenen er verschillende remixes. Hij maakte downtempo-remixes van nummers van Nitin Sawhney en Oi Va Voi. Zijn eerste single werd Man Troubles/Jelabi (2005). Zijn debuutalbum was Time To Rearrange (2007).
In 2009 wijzigde hij zijn naam naar SBTRKT en begon hij bij zijn optredens een Afrikaans masker te dragen. Dit met als reden dat hij in de anonimiteit wilde blijven werken. Onder de nieuwe naam verschenen enkele singles in eigen beheerd. Dit leverde hem een contract met het label Young Turks. Hier verschenen de ep's 2020 en Step In Shadows. Deze trokken de aandacht van de muziekmedia. In de zomer van 2011 verscheen zijn titelloze debuutalbum. Op het album werd samengewerkt met de vocalisten Sampha, Little Dragon, Jessie Ware en Roses Gabor. De jaren daarna trad hij op bij diverse festivals zoals Lowlands (2011). Daarvan werd in 2013 de liveregistratie Live uitgebracht. In 2014 verscheen er weer een reeks ep's onder de naam Transitions. Op 22 september 2014 staat de uitgave van het album Wonder Where We Land gepland.

## Discografie

### Albums
- Aaron Jerome - Time To Rearrange (2007)
- SBTRKT (2011)
- Wonder Where We Land (2014)
- The Rat Road (2023)

### Singles en ep's
- Aaron Jerome - Man Troubles / Jelabi (2005)
- Aaron Jerome - Dancing Girl (2007)
- Right Place (2009)
- Timeless (2009)
- Break Off / Evening Glow (2010)
- Nervous (2010)
- Midnight Marauder (2010)
- 2020 EP (2010)
- Soundboy Shift (2010)
- Step In Shadows EP (2010)
- Living Like I Do (2011)
- Wildfire (2011)
- Ready Set Loop / Twice Bitten (2011)
- Hold on (2012)
- Transitions I (2014)
- Transitions II (2014)
- Transitions III (2014)
- Save Yourself (2016)
- Outspoken (2024)